# Ulrich Wolf (Humangenetiker)
Ulrich Wolf (* 2. Januar 1933 in Riesa, Sachsen; † 4. Januar 2017 in Freiburg im Breisgau) war ein deutscher Biologe und Humangenetiker. Nach ihm und Kurt Hirschhorn wurde das Wolf-Hirschhorn-Syndrom benannt.

## Leben und Wirken
Wolf wurde am 2. Januar 1933 als Sohn des Ingenieurs Reinhard Wolf und dessen Frau Gertrud Wolf, geborene Bergk, im sächsischen Riesa geboren. Seine Kindheit und Schulzeit verbrachte er in Rötha und Böhlen. Im Alter von sieben Jahren begann Ulrich Wolf das Cellospiel zu erlernen. Von 1943 bis 1952 besuchte er das Thomasgymnasium in Leipzig, das Uhland-Gymnasium in Tübingen und das Gymnasium Petrinum in Dorsten. Im Frühjahr 1952 erlangte Wolf sein Abitur. Er studierte Naturwissenschaften mit Schwerpunkt auf Botanik an der Eberhard Karls Universität Tübingen, an der Sorbonne und ab 1955 an der Ludwig-Maximilians-Universität München. 
1961 wurde er in Biologie promoviert.
In den Folgejahren unterstützte Wolf Helmut Baitsch beim Aufbau des Instituts für Humangenetik und Anthropologie an der Albert-Ludwigs-Universität Freiburg und bildete sich bei Gerhard Stalder und Erika Bühler am Kinderspital Basel sowie bei Klaus Pätau in Madison, Wisconsin, USA, weiter. Nach der Rückkehr nach Deutschland im Herbst 1962 war er mit einer von ihm zusammengestellten Gruppe von Studenten und Technikern im Bereich Zytogenetik tätig.
1967 wurde Wolf zum Akademischen Rat ernannt und habilitierte sich zwei Jahre später an der medizinischen Fakultät der Albert-Ludwigs-Universität Freiburg für Humangenetik und Anthropologie. Von 1972 bis 2000 war er dort, als Nachfolger von Baitsch, ordentlicher Professor für Humangenetik und Anthropologie.
Am 31. Dezember 1960 heiratete Ulrich Wolf Maria Wehrmann; das Paar hat sechs Kinder.

## Wolf-Hirschhorn-Syndrom
Das Wolf-Hirschhorn-Syndrom (auch als Chromosom-4p-Syndrom bekannt) ist eine seltene angeborene Erbkrankheit. Leitsymptom ist ein Minderwuchs verbunden mit einer extremen Verzögerung der geistigen und körperlichen Entwicklung sowie eine Kombination unterschiedlicher Fehlbildungen. Es ist nach Ulrich Wolf und Kurt Hirschhorn benannt, die das Krankheitsbild 1965 unabhängig voneinander erstmals beschrieben.

## Auszeichnungen
Wolf war Mitglied der Deutschen Akademie der Naturforscher Leopoldina (seit 1986), korrespondierendes Mitglied der Österreichischen Akademie der Wissenschaften und war Fellow des Wissenschaftskollegs zu Berlin. 1975 wurde Wolf zum Präsidenten der European Society of Human Genetics (ESHG) gewählt.